# Omgekeerd inzamelen
Omgekeerd inzamelen is een marketingterm van de firma ROVA die actief is als huisvuilophaler voor gemeenten in Oost-Nederland. Het duidt op een systeem van bronscheiding waarbij voor burgers een drempel wordt opgeworpen om restafval in te leveren door het restafval niet meer aan huis in te zamelen, maar door burgers dit weg te laten brengen naar een ondergrondse vuilcontainer of milieupark waar zij dit -al dan niet tegen betaling- kunnen inleveren.
Het idee hierachter is dat burgers worden gestimuleerd om minder afval bij het restafval te gooien en zoveel mogelijk plastic verpakkingen te scheiden. "Meer grondstoffen, minder afval" is het motto.
Alternatieven voor omgekeerd inzamelen zijn diftar en nascheiding.

## Geschiedenis
Het afvalbedrijf ROVA presenteerde het principe van 'Omgekeerd inzamelen' in 2009 aan haar aandeelhoudende gemeenten. Het concrete doel van omgekeerd inzamelen is dat huishoudelijke afvalstoffen maximaal worden hergebruikt.  ROVA begon in de gemeenten Staphorst, Steenwijkerland en Olst-Wijhe in 2012 met een proef en het jaar daarop concludeerde ROVA dat de resultaten positief waren.
In 2016 testte gemeente Amersfoort dit systeem. De gemeente was positief maar de reacties van de inwoners was wisselend.

## Nadelen
Omgekeerd inzamelen kent een nadelig effect als gevolg van een perverse prikkel: Lopen met restafval leidt tot minder afval, maar vaak smeriger plastic doordat mensen minder precies gaan scheiden. Het Centraal Planbureau concludeerde dat het inzamelen van meer plastic weinig effect had op het milieu. Ook uit onderzoek van de Vrije Universiteit bleek dat omgekeerd inzamelen amper effect heeft.
Een ander probleem van omgekeerd inzamelen is dat het voor veel ouderen moeilijker is, of soms zelfs onmogelijk, om hun restafval weg te brengen.